# Fluchtweg (Band)
Fluchtweg ist eine Punkband aus Neuruppin, die sich nach einer Auflösung in Ost-Berlin neu formierte.

## Geschichte
Fluchtweg wurde 1984 in Neuruppin gegründet und löste sich schon 1986 wieder auf. Zur Wendezeit 1988 formierte sich die Band in Ost-Berlin neu und spielte bis zum Jahr 2000 ca. 400 Konzerte in Deutschland und dem europäischen Ausland. Sie spielten auch mit bekannten Bands wie SNFU, Hass, Normahl, Terrorgruppe oder The Exploited und erreichten 1992 und 1993 die Top 10 von Rockradio B und DT64. Um ihre Platten unabhängiger zu veröffentlichen, gründeten sie 1994 das Plattenlabel Tollshock. Nach einigen Abschiedkonzerten löste sich die Band im Jahr 2000 auf. Trotzdem spielten sie 2001 zum 10-jährigen Bestehen von No Exit, 2003 beim Holzrock Open Air und als „Notausgang“ bei den ersten deutschen Meisterschaften im Gummistiefelweitwurf in Berlin. 2006 kam es dann zu einer Wiedervereinigung der Band und im März 2007 erschien ihr neues Album „Corporate Identity“. Ronald Burian gründete später die Band Doc Horn & The Hornbabes.

## Stil
Fluchtweg spielen Punkrock mit einem Saxophon als unverkennbarem Instrument. Die meisten Songs, insbesondere auf den letzten Veröffentlichungen, sind sehr temporeich. Die Texte sind meist sozialkritisch. Bevorzugtes Ausdrucksmittel ist eine bis ins Lächerliche übertriebene Glorifizierung von Missständen.

## Rezeption
Bekannt wurde ihr Stück „Arbeitsscheue Ostler“ (1995), das Klischees über Ostdeutsche nach der Wiedervereinigung thematisiert.

## Diskografie

### Singles/Maxi-CDs
- 1994: Blute Babylon
- 1996: So endet Deutschland (Split mit N.O.E.)

### Alben
- 1992: Fluchtweg (CD, LP), Fluxus[3]
- 1994: Tempo, Tempo (CD, LP), TollShock[3]
- 1995: Arbeitsscheue Ostler (CD, LP), TollShock[3]
- 1996: Le Figur, TollShock[3]
- 1998: Commerzpunk (CD, LP), TollShock[3]
- 2007: Corporate Identity (CD), TollShock[3]